# تیل‌ورلدز انترتینمنت
تیل‌ورلدز اینترتیمنت (انگلیسی: TaleWorlds Entertainment) یک شرکت شرکت سهامی خاص توسعه‌دهنده بازی ویدئویی و فعال در صنعت بازی‌های ویدئویی است. مقر مرکزی این شرکت در آنکارای ترکیه قرار دارد. سری سوارکاری و تیغ معروفترین اثر این استودیوی بازی سازی است که نسخه اول این مجموعه در سال ۲۰۰۸ و نسخه دوم ۲۰۲۰ منتشر شده است.